# IC 5345
IC 5345 ist eine Spiralgalaxie mit ausgedehnten Sternentstehungsgebieten vom Hubble-Typ Sbc im Sternbild Aquarius auf der Ekliptik. Sie ist schätzungsweise 360 Millionen Lichtjahre von der Milchstraße entfernt und hat einen Durchmesser von etwa 85.000 Lichtjahren.

Im selben Himmelsareal befinden sich u. a. die Galaxien NGC 7719 und IC 5343.
Die Typ-Ib-Supernova SN 2001fx wurde hier beobachtet.
Das Objekt wurde am 11. Oktober 1898 von Herbert Alonzo Howe entdeckt.